# 秦岭槲蕨
秦岭槲蕨（学名：Drynaria sinica）为槲蕨科槲蕨属下的一个种。其种加词sinica，意为“中华的”。